# Colonias de Cernícalo Primilla de Fuente de Cantos
Colonias de Cernícalo Primilla de Fuente de Cantos este o arie protejată (arie de protecție specială avifaunistică — SPA) din Spania întinsă pe o suprafață de 41,34 ha, integral pe uscat.

## Localizare
Centrul sitului Colonias de Cernícalo Primilla de Fuente de Cantos este situat la coordonatele 38°14′56″N 6°18′15″W / 38.248889°N 6.304167°V.

## Înființare
Situl Colonias de Cernícalo Primilla de Fuente de Cantos a fost declarat arie de protecție specială avifaunistică în decembrie 2004 pentru a proteja 5 specii de animale.

## Biodiversitate
Situată în ecoregiunea mediteraneană, aria protejată nu include niciun habitat protejat.
La baza desemnării sitului se află mai multe specii protejate de  păsări (5): lăstunul mare (Apus apus), barză albă (Ciconia ciconia), lăstun de casă (Delichon urbica), Falco naumanni, rândunică (Hirundo rustica).
Pe lângă speciile protejate, pe teritoriul sitului au mai fost identificate 3 specii de păsări.